# Харіус сибірський
Харіус сибірський (Thymallus arcticus) — вид риб роду харіус родини лососеві. Має місцеве промислове значення, є об'єктом спортивної риболовлі.

## Опис
Загальна довжина коливається від 34 до 76 см, вага — від 1,9 до 3,8 кг. Має довгий спинний плавець у 17-25 променів, що сильно збільшується у висоту у статевозрілих самців, порівняно невеликим ротом, слабкими зубами. Сибірський харіус відрізняється від європейського харіуса порівняно короткою головою (18-21 % довжини тіла). Верхня щелепа заходить за передній край очі, досягаючи вертикалі середини ока. Зябрових тичинок 14-22, у бічній лінії 77-107 лусок. Пілоричних придатків 11-33, хребців 54-62.
Забарвлення зазвичай яскраве. На спині розкидані дрібні округлі чорні плями, по боках тіла — поздовжні смуги буро-червоного кольору. Парні плавці жовті або червонуваті, непарні — фіолетового відтінку з блакитним відливом. На спинному плавці в задній його частині кілька рядків різнокольорових плям неправильної форми, розташованих на перетинці між променями. Забарвлення коливається залежно від місць проживання — у великих річках і озерах вона світліше.

## Спосіб життя
У літній час сибірський харіус мешкає в гірських річках і озерах. На зимівлю спускається в більш глибокі місця. Навесні молодь і статевозрілі особини мігрують у верхів'я для нагулу й розмноження. Це евріфаг. Живиться безхребетними і водною рослинністю. Молодь живиться нижчими ракоподібними і дрібними формами інших безхребетних, з віком спектр розширюється: до 70 % складають личинки гаммарус, хробаки, молюски, повітряні комахи, хірономіди та ікра сига.
Статевої зрілості досягають в 3-4 роки. Статеві відмінності виражені в більш яскравому забарвленні і збільшенні задній частині спинного плавника у самців. Нерестовий хід починається наприкінці квітня — травні. Нерестовища розташовуються в гірських річках з швидкою течією. Нерест відбувається в травні-червні при температурі 6-12°С на мілинах c каменисто-гальковим ґрунтом. Ембріональний розвиток триває 10-14 діб (в залежності від температури води).
Тривалість життя до 10 років.

## Розповсюдження
Мешкає у річках і озерах басейну Північного Льодовитого океан — від Кари до Чукотки та Північної Америки. Зустрічається на Байкалі і в басейні Амура, включаючи Уссурі і Сунгарі (Росія), в р. Ялу (півострів Корея). Мешкає він і у водоймах Монголії: верхів'я р. Кобдо, р. Селенга, оз. Хубсугул, річки Онон, Керулен і Халхін-Гол.